# Vivir con 10
Vivir con 10, est une telenovela chilienne diffusée en 2007 par Chilevisión.

## Distribution
- Malucha Pinto - Leonor Santa Cruz - Protagoniste Antagonique
- María José Prieto - Olimpia Solé
- Willy Semler - Excequiel Amenábar - Main Villain
- Gonzalo Robles - Fidelio Mondaca
- Ignacia Allamand - Eloisa Solé - Villain
- Tiago Correa - Lucas Yankovic
- Pablo Díaz - Tristán Solé
- Marcela del Valle - Máxima Solé
- José Palma - Simón Amenábar
- Ana Karina Casanova - Marisela Carranza - Villain
- Javiera Hernández - Pastora Solé
- Adriana Vacarezza - Victoria "La loca" Salazar
- Ariel Levy - Gaspar Solé
- Álvaro Gómez - Silvestre Solé
- Constanza Pozo - Ada Solé
- Tatiana Molina - Génesis Negrete
- María José Bello - Tábata Rojas
- Alejandra Vega - Scarlett Lozano
- Luis Uribe - Lucho Santana Pozo
- Sergio Silva - Juan de Dios Jaramillo
- Fernando Segú - Melchor Solé
- Alonso Quinteros - Baltasar Solé
- Álex Walters - Máikol Jackson Olivares
- Wil Edgar - Colin Mackenzie
- Macarena Teke - Almendra